# Pandora (ювелірний дім)
Pandora (укр. Пандо́ра) — ювелірний дім, заснований в Данії в 1982 році подружжям Пером і Вінні Еніволдсен.
Pandora відома своїми кастомізованими браслетами-шармами, дизайнерськими каблучками, сережками, намистом і годинниками (нині вже не випускаються). Компанія має два виробничі майданчики в Таїланді і продає свою продукцію в більш ніж 100 країнах на шести континентах через понад 6700 точок продажу.

## Історія
Спочатку компанія була заснована як невеличкий ювелірний магазин в Копенгагені. У 1982 році датський ювелір Пер Еневольдсен та його дружина Вінні відкрили ювелірну крамницю у околицях Копенгагену. Подружжя декілька разів на рік особисто відвідувало Таїланд у пошуках особливих ювелірних прикрас для своїх клієнтів у Данії. 
У 1987 році Pandora перейшла на гуртові продажі через зростання попиту на продукцію.
У 1989 році виробництво було переміщено в Таїланд, що дало можливість запустити масове виробництво. Компанія була продана через IPO 5 жовтня 2010 року.
У 2014 році відкрився 1000-й магазин і цей рік став новою віхою в історії компанії.
У 2016 році дохід компанії склав близько 3 млрд доларів.
7 лютого 2017 року Pandora ініціювала програму викупу акцій, так званий зворотний викуп акцій, за рік компанія викупить понад мільйон акції на суму приблизно $270 млн. У ювелірній компанії працюють понад 21 тис. чоловік. За свою історію компанія підкорила ювелірні ринки більш ніж 70 країн, і сьогодні прикраси бренду успішно продаються на шести континентах. Pandora виробляє різні ювелірні вироби, такі як сережки, кільця, браслети, кольє.
У 2020 році та через пандемію Covid-19 було закрито 80 % із 2700 магазинів Pandora по всьому світу, однак компанія продовжувала платити всьому персоналу в повному обсязі, навіть тим, хто раніше працював у закритих магазинах. На початку травня 2021 року Pandora оголосила, що компанія поступово припинить видобуток алмазів на користь страсів. Нові ювелірні вироби з діамантами спочатку будуть продані у Сполученому Королівстві, а у 2022 року й у всьому світі.

## Історія продажів
Продажі торгової марки Pandora розпочалися в Європі, і вона вперше потрапила до Північної Америки в 2003 році. Компанія відкрила концептуальні магазини по всьому світу, перш ніж її модель франчайзингу дійшла до Австралії в 2009 році.
Продукція Pandora продається у більш ніж 100 країнах на шести континентах приблизно через 6700 торгових точок, включаючи приблизно 2400 концептуальних магазинів. У компанії працює понад 26 000 людей, з яких 13 200 знаходяться в Гемополісі, Таїланд, єдиному виробничому місці компанії з 1989 року.
Pandora запустила онлайн-платформу продажів у Європі у 2011 році та розпочала роботу над розширенням своєї електронної комерції на більшість ринків, включаючи Австралію. На Європу та Сполучені Штати припадало майже 90 % продажів групи у на 2014 рік. Компанія оголосила угоду про дистрибуцію з Китаєм у 2015 році, з планами збільшити кількість магазинів до «кількох сотень» у Китаї.

## Цікаві факти
З 2017 року Pandora випускає нові колекції 10 разів на рік[джерело?].

30 березня 2022 року, під час повномасштабного російського вторгнення в Україну, яке є частиною російсько-української війни, бренд Pandora зробив офіційну заяву про завершення 12-ти річного членства в Асоціації з відповідальної практики в ювелірному бізнесі (the Responsible Jewellery Council). Це рішення було прийняте у зв'язку з тим, що Асоціація не відгукнулася на запит бренда та не призупинила членство російських компаній і сертифікацію відповідального бізнесу, а також не закликала своїх членів припинити співпрацю з Росією.
«Ми шоковані та засмучені неспровокованим нападом на Україну, наші думки спрямовані до народу України, який є жертвою цього безглуздого акту військової агресії. Війна вимагає від усіх компаній діяти з максимальною відповідальністю щодо будь-якої взаємодії чи ділових відносин з росією та білоруссю. Pandora не може добросовісно бути членом асоціації, яка не поділяє наші цінності», — заявив генеральний директор компанії Олександр Лацик
.